# 1946 en Bretagne
 Chronologie de la Bretagne
- 1942
- 1943
- 1944
- 1945
- 1946
- 1947
- 1948
- 1949
- 1950

Cette page recense des événements qui se sont produits durant l'année 1946 en Bretagne.